# Jordania en los Juegos Paralímpicos de Atlanta 1996
Jordania estuvo representada en los Juegos Paralímpicos de Atlanta 1996 por cinco deportistas masculinos.

## Medallistas
El equipo paralímpico jordano obtuvo las siguientes medallas:
| Nombre       | Deporte   | Evento              |
| ------------ | --------- | ------------------- |
| Oro          |           |                     |
| —            |           |                     |
| Plata        |           |                     |
| Imad Garbawi | Atletismo | Disco F52 masculino |
| Bronce       |           |                     |
| —            |           |                     |